# Hélène Tran
Pour les articles homonymes, voir Tran (homonyme).
Hélène Tran est une illustratrice franco-vietnamienne née à Paris en 1954. 

## Biographie
Après un bac littéraire, Hélène Tran entre à l'École supérieure d'arts graphiques Penninghen à Paris, où elle est l'élève de Roman Cieslewicz. Elle sera diplômée trois ans après, devant un jury présidé par William Klein et Ralph Gibson.

### Carrière
Elle débute comme illustratrice dans la presse féminine, notamment pour Marie Claire et Elle. Elle dirige parallèlement un cours de dessin à l'ESAG Penninghen. À l'invitation de Roman Cieslewicz du mouvement Panique fondé par Arrabal et Roland Topor, elle expose avec eux à la galerie Briance à Paris. 
Anna Wintour la fait venir à Vogue USA. On lui doit des séries de portraits de grands couturiers tels que Azzedine Alaïa, Yves Saint Laurent ou Valentino, et des reportages dessinés sur les défilés, des décors en papier découpé pour des prises de vues de mode et de parfum, notamment avec François Allard et Daniel Jouanneau. Elle participe aussi aux numéros spéciaux de L’œil de Vogue à Paris et collabore régulièrement avec d'autres titres du groupe Condé Nast : Vogue Allemagne, France, et Japon, Vanity Fair. 
À Londres, Harper's Queen, l'Independant et Tatler Magazine font appel à ses créations. Tout comme Madame Figaro (France et Japon) ou Maison française. C'est à Vogue France qu'elle rencontrera Colombe Pringle, alors rédactrice en chef, qu'elle suit en 2004 au magazine Point de vue pour illustrer la page « Édito », ainsi que la rubrique d'Adélaïde de Clermont-Tonnerre jusqu'en 2014. De 2014 à 2020, elle dessinera la rubrique « Une Vie de Corgi » puis « Libre Cour ».
Ses dessins sur la reine Elizabeth II sont rassemblés dans l'ouvrage Vive la reine paru aux Éditions Du Chêne en 2017,.

### Autres collaborations
Parallèlement à sa carrière dans la presse, elle dessine pour le couturier Yohji Yamamoto les motifs imprimés d'une de ses collections été pour l'homme. En Juillet 1989, elle accompagne Jean-Louis Dumas dans son « Tour du monde d'Hermès » qu'elle illustre. En 2009, lors d'une nouvelle collaboration avec la célèbre marque, elle crée les invitations et les décors féeriques de la « Fête de la couleur et la journée internationale des droits de l'enfant ». Shiseido lui commande en 1991, une collection de porcelaine baptisée « le théâtre des fleurs, Hanatsubaki club original ». Elle dessine aussi les couvertures de leur magazine Beauty book. En 2002 pour DMC, elle imagine une collection de motifs de broderie intitulée Signature.
En 2019, Christian Louboutin lui confie la collection CABARAPARIS, ainsi que les dessins de packaging et retail pour les fragrances Loubiworld développés par la maison Puig.

### Évènements
En 1985, elle conçoit l'affiche « Les looks sont entrés dans Paris » du grand magasin le Printemps.
En 1989, elle conçoit les vitrines des grands magasins Nordstrom de Seattle ornées des portraits gigantesques de créateurs tels que Calvin Klein, Donna Karan ou Michael Kors. Le Japon fait ensuite appel à elle pour décorer les vitrines du Seibu Department Stores de Tokyo. 
En 1995, elle conçoit les carnets illustrés du dernier défilé Guy Laroche, pour la collection Automne-Hiver. En 2004, le musée Baccarat lui donne carte blanche pour son exposition de lanternes peintes. À la suite de cet événement elle redessine tous les mois à la craie le tableau noir de leur restaurant La Cristal room. En 2012, les éditions Lebey lui commandent la couverture de son Guide des meilleurs bistrots parisiens.
En 2022, elle réalise le décor du "Bal de la Rose" Monaco pour Christian Louboutin.

### Travaux publicitaires
Cette section ne s'appuie pas, ou pas assez, sur des sources secondaires ou tertiaires indépendantes du sujet.

Pour l'améliorer, ajoutez-en, ou placez des modèles {{Source secondaire souhaitée}} ou {{Source secondaire nécessaire}} sur les passages mal sourcés. (septembre 2024)
En 1992, elle fait la conception et la réalisation du logo du Festival International de la Créativité, Cannes Lions. En 2024, le logo est redessiné à l'occasion du Festival 70th Edition. 
Publicis, Havas, Young et Rubicam, M&C Saatchi, TBWA font appel à sa plume. Des marques telles qu'Absolut Vodka, Printemps, Perrier, Barilla, Orangina, 3 Suisses, Perrin, Piaget, Repossi, Harry Winston, Taittinger, Royale ou Ricard pour Lillet lui ont fait confiance. 
En 2004, elle conçoit la campagne de publicité des meubles Montana au Danemark, ainsi qu’une série de lithographies pour Dim réalisées dans les Ateliers de l'imprimerie Mourlot à Montparnasse.

## Expositions
- Années 1980 : expositions galerie Briance, Paris.
- 1991 : galerie Shiseido, Tokyo.
- 1992 : galerie Rohwedder, Paris.
- 1993 : galerie Seibu, Tokyo.
- 1999 : In Your Arms à l’Espace Paule Friedland, Paris.
- 2004 : musée Baccarat, Paris.
- 2005 : galerie Pixi, Paris.
- 2011 : galerie Pixi, Paris.
- 2017 : Quand Duchamp descend l'escalier à la galerie Pierre-Alain Challier, Paris[5].